# Bou-Tal (Ort)
Bou-Tal ist ein osttimoresischer Ort im Suco Deudet (Verwaltungsamt Lolotoe, Gemeinde Bobonaro). Das Dorf liegt im äußersten Nordosten der Aldeia Bou-Tal, auf einer Meereshöhe von 845 m, am Fuß des Berges Tulo (1285 m). Unterhalb des Dorfes liegt westlich das Tal des Flusses Foura.
Bou-Tal ist ein Vorort vom östlich im Suco Opa gelegenen Lolotoe, dem Hauptort des Verwaltungsamtes. Dazwischen liegt das kleine Dorf Mokou. Nördlich benachbart von Bou-Tal ist das Dorf Deudet. Eine Straße verbindet die Ortschaften miteinander.
In Bou-Tal befindet sich ein Friedhof.